# Wereldkampioenschap wegrace 1966
Het wereldkampioenschap wegrace seizoen 1966 was het 18e in de geschiedenis van het door de FIM georganiseerde wereldkampioenschap wegrace.

## Algemeen

### FIM
In het voorjaar kwam de Auto-Cycle Union, de organisatie van de Isle of Man TT, door een staking van Britse zeelieden in grote problemen. De TT kon daardoor niet doorgaan en de reglementen van de FIM voorzagen wel in het afgelasten van een evenement, maar niet in het eventueel verschuiven van de datum. Dat laatste was precies wat de ACU wilde: een nieuwe datum tussen de Ulster Grand Prix en de Grand Prix des Nations in. Dat zou voor de teams gunstig zijn omdat het eiland Man dan precies op hun reisroute zou liggen, onderweg van Ulster naar Monza. Toen de FIM de Japanse Grand Prix toewees aan de Fuji Speedway was men bij Honda kwaad. Tot dan toe was deze GP altijd op Suzuka, het eigen circuit van Honda, verreden. Honda dreigde niet te verschijnen als men bij deze beslissing bleef. Het protest van Honda had overigens niet zozeer betrekking op de keuze van een ander circuit, maar juist dat van Fuji dat een recht stuk van 6 km had en daarna alleen nog maar bochten, waarvan een aantal opgehoogd was waardoor de snelheden heel hoog opliepen. Honda was niet de enige die dit een gevaarlijke baan vond. Hoe dan ook, door niet te verschijnen gaf Honda haar kansen op de 50cc-wereldtitel op. Hoewel zowel Ralph Bryans als Luigi Taveri, beiden Honda-coureurs, 26 punten hadden en Suzuki-rijder Hans Georg Anscheidt 25, bleef Honda weg. Daardoor kon Anscheidt de wereldtitel grijpen. Aan het einde van het seizoen had MV Agusta weliswaar de individuele 500cc-wereldtitel en Suzuki die in de 50cc-klasse, maar alle (vijf) constructeurstitels gingen naar Honda. De Amerikaanse Grand Prix had twee jaar te lijden gehad onder gebrekkige belangstelling van publiek én topteams en in 1966 kwam ze dan ook niet meer terug op de kalender. De openingswedstrijd werd nu opnieuw de Spaanse Grand Prix, maar de organisatie daarvan schrapte de zijspanklasse waardoor het programma beperkt bleef tot drie races: 50-, 125- en 250cc. Toen het seizoen van start ging bleek Honda in alle soloklassen sterk voor de dag te komen, maar in eerste instantie was het in de 500cc-klasse niet Mike Hailwood, maar Jim Redman die de beste resultaten boekte. Hailwood verscheen zelfs pas in Assen voor het eerst aan de start, maar viel in zijn eerste drie races (Assen, België en Oost-Duitsland) uit. Al met al kon MV Agusta de titel behouden, maar alleen nadat het de nieuwe 500cc-driecilinder in de strijd had geworpen. In de 350cc-klasse won Hailwood bijna al zijn races, en in de 250cc-klasse won hij ze allemaal. Luigi Taveri werd kampioen in de 125cc-klasse met een Honda en moest daar hard vechten tegen Bill Ivy met de Yamaha RA 97. Suzuki had in deze klasse het nakijken, maar in de 50cc-klasse werd de titel voor Suzuki binnengehaald door Hans Georg Anscheidt. De 50cc-klasse had het moeilijk. Door het wegvallen van Kreidler ging de strijd aanvankelijk alleen tussen Honda en Suzuki en het was moeilijk het startveld met een behoorlijk aantal deelnemers te vullen.

## Merken/teams
- Bridgestone en Jamathi debuteerden tijdens de TT van Assen.
- Na het ongeval van Tarquinio Provini op Man wilde Benelli haar nieuwe 350cc-viercilinder met dubbele bovenliggende nokkenassen op Monza laten besturen door Phil Read, die voor Yamaha toch niet in die klasse uitkwam. Read kreeg van Yamaha echter geen toestemming.
- BMW was in 1955 gestopt als fabrieksteam, maar voor het seizoen 1966 kregen zowel Fritz Scheidegger als Max Deubel de beschikking over twee nieuwe korteslagmotoren.
- De handtekening van Hailwood bij Honda betekende meteen dat Gilera alle plannen voor een terugkeer in de 500cc-klasse liet varen. Men had alleen vertrouwen in Mike Hailwood om kans te maken op de wereldtitel en er zouden geen Gilera's meer aan de start komen. Men deed nog een poging met Remo Venturi in de GP des Nations, maar de trainingstijden waren zo slecht dat men van deelname afzag.
- Kreidler stopte als fabrieksteam en verkocht aan het einde van het seizoen haar racemotoren.
- Hoewel MV Agusta Mike Hailwood waarschijnlijk graag had behouden, werd zijn vertrek naar Honda in Italië niet erg betreurd. De Italiaanse fans hadden jaren eerder moeten toezien hoe hun favoriet Libero Liberati tweede viool moest spelen achter Geoff Duke en later ook Remo Venturi achter John Surtees en ze waren blij dat dit met Giacomo Agostini niet zou gebeuren.
- Vostok maakte in juli bekend te stoppen met wegraces.
- Tot 1966 hadden de Britse machines in de 350- en de 500cc-klassen nog kunnen strijden om de plaatsen achter de topteams, maar in 1966 was dat zelfs niet meer het geval. Elke Britse machine kon in de 350cc-klasse worden geklopt door een licht opgeboorde 250cc-tweetakt van Yamaha of MZ, en in de 500cc-klasse moesten tuners zich met de machines bemoeien, waardoor Jack Findlay derde werd met een McIntyre-Matchless. Echt sneller werden de machines niet, maar de Seeley-Matchless en de Rickman Métisse-Matchless hadden in elk geval een verbeterd frame. De gebroeders Rickman sloten een contract met Associated Motor Cycles voor de levering van 80 Matchless G50-blokken en 20 AJS Boy Racer-blokken, die ze in eigen frames monteerden. Hoewel alle kampioenschappen door de komst van de Japanners spannender werden, gold dat eigenlijk alleen voor de podiumplaatsen. Andere merken konden weleens een podiumplaats pakken, maar hun rijders hadden dan toch in het algemeen minstens een ronde achterstand opgelopen.

## Coureurs
- Bob Anderson was al zes jaar gestopt, maar kwam in de TT van Assen terug met een fabrieks-Yamaha RD 05.
- Kent Andersson en Santiago Herrero debuteerden in de Grand Prix van Spanje.
- Angelo Bergamonti, Martin Mijwaart, Aalt Toersen en Jan de Vries debuteerden tijdens de TT van Assen.
- Kel Carruthers en John Dodds debuteerden tijdens de Grand Prix van Duitsland.
- Jim Redman zou "non-riding captain" bij Honda worden. Honda had eigenlijk ook wel behoefte aan een teammanager die behoorlijk Engels sprak en de racewereld kende en bovendien had men al bij verschillende teams gezien dat twee topcoureurs elkaars punten afsnoepten. Redman had echter nog geen zin om te stoppen met rijden. Hij rekende de fabriek voor dat een coureur niet meer dan 500 km per dag mocht rijden en daardoor kon Hailwood niet altijd in drie klassen op één dag starten. Voorlopig hield men het erop dat Redman in de 350- en 500cc-klassen uitkwam en Hailwood in de 250- en 350cc-klassen, maar Redman trad wel op als teammanager.

### Gestopt

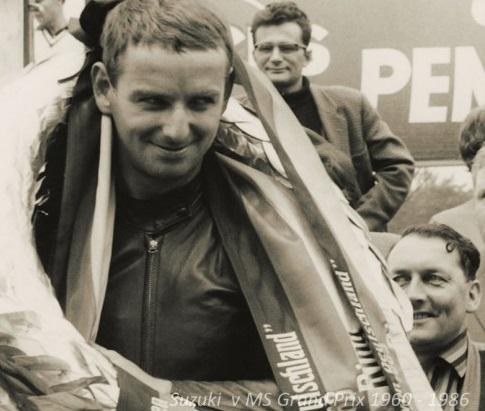
Ernst Degner viel in de training van de Japanse Grand Prix en stopte met racen.

- Enkele dagen vóór de Japanse Grand Prix testte Ernst Degner de nieuwe 125cc-racer van Kawasaki maar hij kwam daarbij hard ten val door een kettingbreuk. Hij liep vrij ernstig hoofdletsel op en hoewel hij vrij snel herstelde beëindigde hij op dat moment zijn carrière waar het motorfietsen betrof.
- Frank Perris en Paddy Driver maakten tijdens het seizoen bekend te gaan stoppen, maar Perris stelde zijn besluit nog even uit toen hij van Benelli het aanbod kreeg de nieuwe 350cc-viercilinder in Japan te rijden. De ging echter niet door omdat de Japanse organisatie weigerde de reiskosten van een fabrieksmonteur te vergoeden.
- Tarquinio Provini had in het voorseizoen alle 250cc-races in Italië gewonnen maar Benelli ging zich daarna helemaal richten op de 350cc-klasse. Hij werd (weliswaar met een ronde achterstand) tweede in Duitsland. Tijdens de training voor de Junior TT viel hij hard en brak daarbij zijn rug, waardoor hij zijn carrière moest beëindigen. Hij kwam zelfs in een rolstoel terecht.
- Jim Redman maakte midden in de TT-week op Man bekend dat hij zijn racecarrière definitief zou afsluiten. Er maakten nog meer coureurs bekend dat ze hun loopbaan zouden beëindigen: Van Max Deubel was dat al bekend, maar Fritz Scheidegger, nog steeds verontwaardigd over zijn diskwalificatie in de Sidecar TT wilde ook stoppen. Toen hij in oktober tijdens het FIM-congres werd gerehabiliteerd en zijn overwinning terugkreeg, besloot hij toch door te gaan.
- Remo Venturi had zijn carrière beëindigd. Hij trainde tijdens de GP des Nations met een Gilera 500 4C, maar de negen jaar oude machine was te traag en hij startte er niet mee in de race.

### Overleden
- Op 25 juni verongelukte Norman Huntingford met een Matchless zijspancombinatie tijdens de TT van Assen. Dit gebeurde op de Bedeldijk, waar de zijspancombinatie enkele malen over de kop vloog. Huntingford overleed ter plaatse, zijn bakkenist Ray Lindsay raakte slechts licht gewond en zou later nog samenwerken met Colin Seeley en Pip Harris
- Op 26 augustus verongelukte Toshio Fujii met een Kawasaki bij Cruickshanks Corner tijdens de training voor de Lightweight 125 cc TT
- Op 28 augustus verongelukte Brian Duffy met een Yamaha bij de Mountain Box tijdens de Lightweight 250 cc TT

|         | 1e | 2e | 3e | 4e | 5e | 6e |
| ------- | -- | -- | -- | -- | -- | -- |
| Punten: | 8  | 6  | 4  | 3  | 2  | 1  |

|               | 50 cc | 125 cc | 250 cc | 350 cc | 500 cc | Zijspan |
| ------------- | ----- | ------ | ------ | ------ | ------ | ------- |
| Aantal races: | 6     | 10     | 12     | 10     | 9      | 6       |
| Tellend:      | 4     | 6      | 7      | 6      | 5      | 4       |

## 500cc-klasse

### Algemeen
Honda was de nieuwkomer in de 500cc-klasse, waardoor MV Agusta voor het eerst sinds 1958 serieuze tegenstand kreeg. De Honda RC 181 was zo snel, dat MV Agusta gedwongen was de MV Agusta 500 4C de vervangen door de drieciinder MV Agusta 500 3C. Jim Redman werd eerste rijder, maar toen hij tijdens de TT van Assen een arm brak was goede raad duur. Mike Hailwood werd door pech achtervolgd en begon pas in de vierde Grand Prix te scoren. Toch deed hij het zo goed, dat de wereldtitel pas in de laatste Grand Prix beslist werd. Daar viel hij uit door een gebroken krukas en kon Giacomo Agostini naar de wereldtitel rijden.
GP van Duitsland, Hockenheim
Jim Redman had besloten dat 1966 zijn laatste seizoen zou zijn en dat hij nog een wereldtitel in de 500cc-klasse wilde halen. Honda wilde hem daarin wel tegemoetkomen. Tijdens de training voor de eerste race draaide hij echter de motor van zijn Honda RC 181 stuk, waardoor Mike Hailwood onder sterk protest zijn eigen motorfiets aan Redman moest afstaan. De dubbelrol van Redman als rijder én teammanager kwam hier wel bijzonder slecht uit, want hij nam deze beslissing feitelijk als manager, maar in zijn eigen voordeel als coureur. Met slechts één Honda-rijder werd de race ook niet erg spannend, want Giacomo Agostini (MV Agusta) kon de nieuwe Honda met geen mogelijkheid bijhouden en finishte 26 seconden achter Redman op de tweede plaats. Derde werd Gyula Marsovszky met een Matchless.
Dutch TT, Assen
MV Agusta opende in Assen de aanval op Honda met een nieuwe 500 cc-driecilinder. Het gerucht ging dat het hier een opgeboorde MV Agusta 350 3C zou betreffen, die slechts 400 cc mat (dat klopte ongeveer, de machine had een cilinderinhoud van 420cc). In elk geval kon Giacomo Agostini heel wat beter partij bieden tegen de Honda's. Hij werd daarbij geholpen door een zeer slechte start van Mike Hailwood. Die reed een aantal recordronden en lag na één ronde alweer op de derde plaats, na drie ronden op kop en na vier ronden schakelde hij in de Strubben per ongeluk naar de eerste versnelling waardoor zijn race in de strobalen eindigde. Hailwood zou eigenlijk in dienst van Jim Redman moeten rijden, maar die was intussen gepasseerd door Agostini, waardoor Hailwood noodgedwongen de kop moest zien te pakken om te voorkomen dat Agostini te veel punten zou krijgen. Redman had een behoorlijke achterstand op Ago maar moest na het uitvallen van Hailwood wel reageren. Hij bleef lang op 8 seconden achter Agostini, maar in de tiende ronde waren het er nog maar 6 en in de twaalfde ronde 4. Daarna kwam Redman binnen één ronde tot bij Agostini, maar ze bleven nog rondenlang vechten om de eerste positie. Uiteindelijk finishte Redman enkele seconden voor Agostini. František Šťastný werd met een 450cc-Jawa-ČZ derde, maar had een ronde achterstand.
GP van België, Spa-Francorchamps
De driecilinder van Giacomo Agostini was na Assen meteen naar Italië teruggebracht maar was niet op tijd klaar voor de Belgische Grand Prix. Agostini startte daar dus weer met de 500cc-viercilinder. De race werd even uitgesteld om de rijders de kans te geven hun bandenspanning wat te verlagen, want hoewel het bij de startstreep nog droog was, regende het vrij hard op de rest van het circuit. Agostini was het snelst weg, achterna gezeten door Mike Hailwood en Jim Redman, maar die laatste viel al in de eerste ronde, waarbij hij een arm brak. Na vijf ronden nam Hailwood de leiding over en begon zelfs weg te lopen van Agostini. In de elfde ronde vond Mike het echter mooi geweest. Het stortregende nog steeds en een groot aantal rijders had het al te gevaarlijk gevonden en was gestopt. Dat deed Hailwood ook door een defecte versnellingsbak, maar Agostini hield vol en had nu geen enkel probleem meer om de rest van het veld voor te blijven. Dit gaf ook de Britse machines weer een kans om op het podium te eindigen: Stuart Graham werd met een Matchless G50 tweede en Jack Ahearn werd met een Norton Manx derde.
GP van de DDR, Sachsenring
Door de armbreuk van Jim Redman moest Mike Hailwood in de DDR zorgen dat Giacomo Agostini niet de volle punten kon pakken. In het gevecht met Agostini draaide Hailwood zijn Honda echter stuk waardoor het voor Agostini wel erg gemakkelijk leek te worden. Die viel er echter hard af, waarbij hij zelf weliswaar ongedeerd bleef, maar zijn motorfiets was afgeschreven. Daardoor kon de veteraan František Šťastný met zijn Jawa-ČZ de overwinning pakken. Op de tweede plaats eindigde Jack Findlay (Matchless) en derde werd Jack Ahearn (Norton).
GP van Tsjecho-Slowakije, Masaryk-Ring
In Tsjecho-Slowakije pakte Mike Hailwood pas zijn eerste punten in het 500cc-kampioenschap, maar het waren er wel meteen acht. In hevige regen, waarin 12 van de 25 rijders uitvielen, won hij vóór Giacomo Agostini en - op één ronde - Gyula Marsovszky (Matchless).
GP van Finland, Imatra
In Imatra nam Giacomo Agostini wraak voor zijn uitvallen in de 350cc-race. Hij won zijn tweede 500cc-Grand Prix met een flinke voorsprong van 40 seconden op Mike Hailwood. Op één ronde werd Jack Findlay (Matchless) derde. Het 500cc-kampioenschap was op dit moment een van de weinige die nog echt spannend waren. Men verwachtte in Ulster de terugkeer van Jim Redman, die al twee wedstrijden had gewonnen, net als Agostini. Hailwood had er nog maar één gewonnen, maar was geweldig in vorm en gedreven om drie wereldtitels te pakken. Met nog drie wedstrijden te gaan konden zij alle drie nog 500cc-wereldkampioen worden.
Ulster Grand Prix, Dundrod
Men verwachtte in Ulster de terugkeer van Jim Redman, die al twee wedstrijden had gewonnen, net als Giacomo Agostini. Redman had in de Belgische Grand Prix een arm gebroken. Mike Hailwood had nog maar één race gewonnen, maar was geweldig in vorm en gedreven om drie wereldtitels te pakken. Met nog drie wedstrijden te gaan konden zij alle drie nog 500cc-wereldkampioen worden. In Ulster won Hailwood zijn tweede wedstrijd, terwijl Redman nog steeds niet verscheen. Agostini finishte met 1½ minuut achterstand en de rest van het veld werd op minstens een ronde gereden. De beste van de rest was weer František Šťastný.
Isle of Man TT, Mountain Course
Het 500cc-wereldkampioenschap was nog steeds open. Giacomo Agostini had netto 34 punten (uit de beste vijf wedstrijden), maar Mike Hailwood kon met twee overwinningen nog op 38 punten komen. In de Senior TT begon Agostini, die 20 seconden ná Hailwood mocht starten, voortvarend. Bij Ballacraine had hij 2 seconden voorsprong, maar halverwege de eerste ronde had Hailwood de situatie omgedraaid en aan het einde van die ronde lag Hailwood al 6,2 seconden voor. Agostini gaf het al vrij snel op en toen het begon te regenen ging het tempo er helemaal uit. Aan het einde van de race had Mike Hailwood 2½ minuut voorsprong op Agostini. Derde werd Chris Conn (Norton). Agostini schoot met zijn zes punten niets op: het werd een nieuw streepresultaat en hij bleef op 34 punten staan. Als Hailwood in Italië zou winnen had Agostini aan de tweede plaats zelfs niet genoeg om wereldkampioen te worden.
Nations GP, Monza
In Monza werd eindelijk de wereldtitel in de 500cc-klasse beslist. Dat gebeurde eigenlijk toen Mike Hailwood in de zevende ronde zijn Honda RC 181 aan de kant moest zetten met een gebroken krukas. De oorzaak daarvan lag eigenlijk bij de trainingen, toen Hailwood geweldig snelle rondetijden had genoteerd, maar zowel zijn eerste- als zijn reservemachine stuk had gedraaid. De monteurs hadden nog wel de tijd om in de nacht van zaterdag op zondag van deze twee machines één rijklaar exemplaar te maken, maar konden niet meer tot een optimale afstelling komen, waardoor het blok kapotging. Hailwood verspeelde hier de kans om de eerste coureur te worden die drie wereldtitels in één seizoen pakte. Daardoor kon Giacomo Agostini rustig naar de finish rijden en winnen vóór Peter Williams en Jack Findlay (beiden op Matchless en beiden op 2 ronden). Fred Stevens verdedigde zijn tweede plaats met een Paton tweecilinder lange tijd met verve, zelfs na een pitstop vanwege een losse accukabel, maar viel uiteindelijk terug door een defecte koppeling. Hij bracht de Paton duwend over de finish. Ondank de grote overmacht van Italiaanse merken in het wereldkampioenschap wegrace 500 cc was Agostini pas de derde Italiaan die 500cc-kampioen werd. Umberto Masetti (1952, Gilera) en Libero Liberati (1957, Gilera) gingen hem voor.

### Uitslagen 500cc-klasse
|   | Datum        | Race                     | Circuit           | 1e                | 2e               | 3e                | Snelste ronde    |
| - | ------------ | ------------------------ | ----------------- | ----------------- | ---------------- | ----------------- | ---------------- |
| 1 | 22 mei       | GP van Duitsland         | Hockenheim        | Jim Redman        | Giacomo Agostini | Gyula Marsovszky  | Jim Redman       |
| 2 | 25 juni      | TT van Assen             | Assen             | Jim Redman        | Giacomo Agostini | František Šťastný | Mike Hailwood    |
| 3 | 3 juli       | GP van België            | Spa-Francorchamps | Giacomo Agostini  | Stuart Graham    | Jack Ahearn       | Mike Hailwood    |
| 4 | 17 juli      | GP van de DDR            | Sachsenring       | František Šťastný | Jack Findlay     | Jack Ahearn       | Giacomo Agostini |
| 5 | 24 juli      | GP van Tsjecho-Slowakije | Masaryk-Ring      | Mike Hailwood     | Giacomo Agostini | Gyula Marsovszky  | Mike Hailwood    |
| 6 | 7 augustus   | GP van Finland           | Imatra            | Giacomo Agostini  | Mike Hailwood    | Jack Findlay      | Giacomo Agostini |
| 7 | 20 augustus  | Ulster Grand Prix        | Dundrod           | Mike Hailwood     | Giacomo Agostini | František Šťastný | Mike Hailwood    |
| 8 | 2 september  | Isle of Man TT           | Mountain Course   | Mike Hailwood     | Giacomo Agostini | Chris Conn        | Mike Hailwood    |
| 9 | 11 september | GP des Nations           | Monza             | Giacomo Agostini  | Peter Williams   | Jack Findlay      | Mike Hailwood    |

### Eindstand 500cc-klasse
| Pos. | Coureur           | Motorfiets         | Ptn.    |
| ---- | ----------------- | ------------------ | ------- |
| 1    | Giacomo Agostini  | MV Agusta          | 36 (54) |
| 2    | Mike Hailwood     | Honda              | 30      |
| 3    | Jack Findlay      | McIntyre-Matchless | 20 (21) |
| 4    | František Šťastný | Jawa-ČZ            | 17      |
| 5    | Jim Redman        | Honda              | 16      |
| 6    | Gyula Marsovszky  | Matchless          | 13      |
| 6    | Jack Ahearn       | Norton             | 13      |
| 8    | Stuart Graham     | Matchless          | 11      |
| 9    | Peter Williams    | Matchless          | 7       |
| 10   | Chris Conn        | Norton             | 6       |
| 11   | Ron Chandler      | Matchless          | 6       |

| Pos. | Coureur          | Motorfiets                    | Ptn. |
| ---- | ---------------- | ----------------------------- | ---- |
| 12   | John Cooper      | Norton                        | 3    |
| 12   | John Blanchard   | Seeley-Matchless              | 3    |
| 12   | Fred Stevens     | Matchless / Paton             | 3    |
| 15   | Lewis Young      | Matchless / Métisse-Matchless | 3    |
| 16   | John Mawby       | Norton                        | 2    |
| 16   | Malcolm Stanton  | Norton                        | 2    |
| 16   | Walter Scheimann | Norton                        | 2    |
| 19   | Eduard Lenz      | Matchless                     | 2    |
| 20   | John Dodds       | Norton                        | 1    |
| 20   | Eric Hinton      | Norton                        | 1    |

(Punten tussen haakjes zijn inclusief streepresultaten)

### Constructeurstitel 500cc-klasse
| Pos. | Constructeur | Ptn.    |
| ---- | ------------ | ------- |
| 1    | Honda        | 40 (46) |
| 2    | MV Agusta    | 36 (54) |
| 3    | Matchless    | 26 (38) |
| 4    | Norton       | 18 (24) |
| 5    | Jawa-ČZ      | 17      |
| 6    | Seeley       | 3       |
| 6    | Paton        | 3       |
| 8    | Métisse      | 1       |

(Punten tussen haakjes zijn inclusief streepresultaten)

## 350cc-klasse

### Algemeen
Mike Hailwood was met zijn viercilinder Honda RC 173 ongenaakbaar in 1966. Giacomo Agostini mocht winnen als Hailwood niet startte, zoals in de GP van de DDR en de GP des Nations vanwege de "500 km per dag"-regel, of niet finishte, zoals in de Junior TT. Toen had Hailwood de wereldtitel overigens al binnen. Af en toe begonnen de tweetaktmotoren al goede resultaten te boeken, zelfs als ze veel kleiner dan 350 cc waren, zoals de 254cc-Yamaha RD 05 A en de 300cc-MZ RE 350. Honda ontdekte zelf ook dat het nog veel sneller kon: op sommige circuits was de 250cc-zescilinder Honda RC 166 sneller dan de viercilinder RC 173. De ontwikkeling van de zescilinder Honda RC 174 was een logisch gevolg. Die machine mat slechts 297 cc.
GP van Duitsland, Hockenheim
Voor de 350cc-klasse was de Duitse Grand Prix op Hockenheim de openingsrace in 1966. Tarquinio Provini (Benelli) had de beste start, maar werd al in de tweede ronde ingehaald door Mike Hailwood met de Honda RC 173. Giacomo Agostini moest de MV Agusta driecilinder aan de kant parkeren. Hailwood liep zó snel weg, dat Provini uiteindelijk met een ronde achterstand tweede werd. Bruce Beale (Honda) werd derde.
GP van Frankrijk, Clermont-Ferrand
In Frankrijk kreeg Mike Hailwood meer tegenstand van Giacomo Agostini met de MV Agusta, maar die finishte uiteindelijk toch met 20 seconden achterstand. Jim Redman werd zelfs op 2 minuten en 46 seconden gereden en had nog moeite gehad om Tarquinio Provini achter zich te houden, maar die viel na twee ronden uit.
Dutch TT, Assen
In Assen traden Phil Read en Bill Ivy in de training van de 350cc-klasse aan met tot 254 cc opgeboorde Yamaha RD 05's. Mike Hailwood maakte tijdens de trainingen al duidelijk wie de snelste was: hij reed met de 350cc-Honda RC 173 een volle seconde sneller dan zijn eigen recordronde uit 1965 die hij met een 500cc-MV Agusta had neergezet. Uiteindelijk kwamen de Yamaha's niet aan de start, evenmin als Jim Redman. Hailwood stond zodoende als enige, in regen en wind, op de eerste startrij, Giacomo Agostini stond achter hem op de tweede rij. Hailwood startte het snelste en werd gevolgd door Derek Woodman met een tot 300 cc opgeboorde MZ, Agostini en Renzo Pasolini (Aermacchi). Hailwood finishte met 45,2 seconden voorsprong op Agostini en de rest van het veld had minstens een ronde achterstand. Op de derde plaats eindigde Pasolini.
GP van de DDR, Sachsenring
In de DDR deed zich de situatie voor dat Mike Hailwood, als hij in de 250-, 350- en 500cc-klassen zou starten, meer dan 500 km op één dag moest rijden. Dat was niet toegestaan. Omdat hij in 500cc-klasse de uitgeschakelde Jim Redman moest vervangen én omdat hij in de 350cc-klasse alle wedstrijden tot dan toe gewonnen had, liet Hailwood deze klasse schieten. Giacomo Agostini bleef zodoende zonder tegenstand en reed iedereen op minstens één ronde. František Šťastný (Jawa-ČZ) werd tweede en Gustav Havel (Jawa/ČZ) werd derde.
GP van Tsjecho-Slowakije, Masaryk-Ring
In Tsjecho-Slowakije ontspon zich een spannende strijd tussen Mike Hailwood en Giacomo Agostini. Agostini wist enkele ronden voor het einde de leiding korte tijd over te nemen, maar Hailwood kwam toch als eerste over de streep. De derde plaats ging naar Heinz Rosner met een MZ.
GP van Finland, Imatra
De 350cc-race in het Finse Imatra werd gewonnen door Mike Hailwood. Giacomo Agostini viel uit waardoor Heinz Rosner met de MZ (weliswaar met een ronde achterstand) tweede werd en Jack Ahearn (Norton) op twee ronden derde.
Ulster Grand Prix, Dundrod
De 350cc-Ulster Grand Prix startte in de regen. Giacomo Agostini leidde na de eerste ronde, maar Mike Hailwood haalde hem in en liep ook nog behoorlijk ver weg. De rest van het veld maakte nog eens pijnlijk duidelijk hoe slecht het gesteld was met de 350cc-klasse. Na Agostini finishte met een ronde achterstand Tommy Robb, niet met een 350cc-machine, maar met een licht opgeboorde 250cc-Bultaco. Hailwood had met deze overwinning zijn zevende wereldtitel zeker gesteld.
Isle of Man TT, Mountain Course
De start van Mike Hailwood in de Junior TT was op zichzelf al opmerkelijk. De ACU, die eerder zo streng was met de reglementen en Fritz Scheidegger in de Sidecar TT gediskwalificeerd had omdat hij bij een "burger"-benzinepomp zijn benzine had gekocht, liet Mike Hailwood gewoon deelnemen aan de 364 km lange race. Hij had 's middags al 182 km in de Lightweight 125 cc TT gereden en daarmee kwam zijn dagtotaal op 546 km, terwijl er een reglementair maximum van 500 km was. Hier werd duidelijk met twee maten gemeten. Het ging echter niet goed met Mike Hailwood. Bij Ballacraine, na 13 km rijden, was hij al ingehaald door Giacomo Agostini die 20 seconden na hem was gestart. Bij de doorkomst bij Ballacraine klonk Hailwood's Honda RC 173 erg slecht en bij Bishopscourt stond hij stil. Honda had de jonge Stuart Graham niet in de 350cc-Junior TT ingezet, Jim Redman was gestopt en daarmee was de dreiging van Honda dus voorbij. De Britse merken konden daardoor weer podiumplaatsen pakken: Peter Williams werd met een AJS 7R tweede en Chris Conn met een Norton 40M derde.
Nations GP, Monza
In Monza won Giacomo Agostini net als de 500cc-klasse ook de 350cc-klasse. Mike Hailwood kwam hier niet aan de start en de beide overige podiumplaatsen werden bezet door de Aermacchi-rijders Renzo Pasolini en Alberto Pagani. Silvio Grassetti kon korte tijd tegenstand bieden aan Agostini met de verouderde Bianchi tweecilinder, tot zijn krukas los ging zitten en de machine flink begon te rammelen.
GP van Japan, Fuji
In Japan weigerde Honda aan de start te komen. Zelfs toen konden andere merken met hun 350cc-racers niet winnen. De eerste twee plaatsen gingen naar Phil Read en Bill Ivy met hun 254cc-Yamaha RD 05 A. Pas op de derde plaats eindigde een "echte" 350: Alberto Pagani met een Aermacchi Ala d'Oro 350. Benelli had Frank Perris met een Benelli 350 4C ingeschreven, maar verscheen niet omdat de organisatie wel de overtocht van Perris en zijn machines wilde vergoeden, maar niet de reiskosten van een monteur.

### Uitslagen 350cc-klasse
|    | Datum         | Race                     | Circuit          | 1e               | 2e                | 3e             | Snelste ronde    |
| -- | ------------- | ------------------------ | ---------------- | ---------------- | ----------------- | -------------- | ---------------- |
| 1  | 22 mei        | GP van Duitsland         | Hockenheim       | Mike Hailwood    | Tarquinio Provini | Bruce Beale    | Mike Hailwood    |
| 2  | 29 mei        | GP van Frankrijk         | Clermont-Ferrand | Mike Hailwood    | Giacomo Agostini  | Jim Redman     | Mike Hailwood    |
| 3  | 25 juni       | TT van Assen             | Assen            | Mike Hailwood    | Giacomo Agostini  | Renzo Pasolini | Mike Hailwood    |
| 4  | 17 juli       | GP van de DDR            | Sachsenring      | Giacomo Agostini | František Šťastný | Gustav Havel   | Giacomo Agostini |
| 5  | 24 juli       | GP van Tsjecho-Slowakije | Masaryk-Ring     | Mike Hailwood    | Giacomo Agostini  | Heinz Rosner   | Mike Hailwood    |
| 6  | 7 augustus    | GP van Finland           | Imatra           | Mike Hailwood    | Heinz Rosner      | Jack Ahearn    | Mike Hailwood    |
| 7  | 20 augustus   | Ulster Grand Prix        | Dundrod          | Mike Hailwood    | Giacomo Agostini  | Tommy Robb     | Mike Hailwood    |
| 8  | 31 augustus   | Isle of Man TT           | Mountain Course  | Giacomo Agostini | Peter Williams    | Chris Conn     | Giacomo Agostini |
| 9  | 11 september  | GP des Nations           | Monza            | Giacomo Agostini | Renzo Pasolini    | Alberto Pagani | Giacomo Agostini |
| 10 | 15-16 oktober | GP van Japan             | Fuji             | Phil Read        | Bill Ivy          | Alberto Pagani | Bill Ivy         |

### Eindstand 350cc-klasse
| Pos. | Coureur           | Motorfiets     | Ptn.    |
| ---- | ----------------- | -------------- | ------- |
| 1    | Mike Hailwood     | Honda          | 48      |
| 2    | Giacomo Agostini  | MV Agusta      | 42 (48) |
| 3    | Renzo Pasolini    | Aermacchi      | 17      |
| 4    | František Šťastný | Jawa / Jawa-ČZ | 13      |
| 5    | Gustav Havel      | Jawa           | 12      |
| 6    | Alberto Pagani    | Aermacchi      | 11      |
| 7    | Heinz Rosner      | MZ             | 10      |
| 8    | Phil Read         | Yamaha         | 8       |
| 9    | Jack Ahearn       | Norton         | 8       |
| 10   | Bruce Beale       | Honda          | 7       |
| 11   | Tarquinio Provini | Benelli        | 6       |
| 11   | Peter Williams    | AJS            | 6       |
| 11   | Bill Ivy          | Yamaha         | 6       |
| 14   | Silvio Grassetti  | Bianchi        | 6       |

| Pos. | Coureur         | Motorfiets     | Ptn. |
| ---- | --------------- | -------------- | ---- |
| 15   | Jim Redman      | Honda          | 4    |
| 15   | Tommy Robb      | Bultaco        | 4    |
| 15   | Chris Conn      | Norton         | 4    |
| 16   | Gilberto Milani | Aermacchi      | 3    |
| 16   | Stuart Graham   | AJS            | 3    |
| 16   | Kel Carruthers  | Norton         | 3    |
| 16   | Byron Black     | Honda          | 3    |
| 22   | František Boček | ČZ             | 3    |
| 23   | Dave Simmonds   | Norton / Honda | 2    |
| 23   | Kenzo Muromachi | Honda          | 2    |
| 25   | John Blanchard  | Seeley-AJS     | 1    |
| 25   | Joe Dunphy      | Norton         | 1    |
| 25   | Kent Andersson  | Husqvarna      | 1    |

(Punten tussen haakjes zijn inclusief streepresultaten)

### Constructeurstitel 350cc-klasse
| Pos. | Constructeur | Ptn.    |
| ---- | ------------ | ------- |
| 1    | Honda        | 48 (51) |
| 2    | MV Agusta    | 42 (48) |
| 3    | Aermacchi    | 22      |
| 4    | Jawa         | 18 (21) |
| 5    | MZ           | 10      |
| 6    | Norton       | 10      |
| 7    | AJS          | 9       |
| 8    | Yamaha       | 8       |
| 9    | Benelli      | 6       |
| 10   | Bianchi      | 6       |
| 11   | Bultaco      | 4       |
| 12   | ČZ           | 3       |
| 13   | Seeley       | 1       |
| 13   | Husqvarna    | 1       |

(Punten tussen haakjes zijn inclusief streepresultaten)

## 250cc-klasse

### Algemeen
Zowel Honda als Yamaha zetten hoog in op de 250cc-klasse. Yamaha was met de tweecilinder Yamaha RD 56 wereldkampioen geworden in 1965, maar had nu de viercilinder Yamaha RD 05 ontwikkeld. Honda kon alleen de zescilinder Honda RC 165 doorontwikkelen tot de nieuwe RC 166. Die was echter totaal gewijzigd en was niet alleen snel, maar ook veel betrouwbaarder dan de RD 05. Toen Hailwood in de Grand Prix van Tsjecho-Slowakije zijn zevende race op rij won was hij zeker van de wereldtitel. Yamaha-rijder Phil Read eindigde als tweede in de WK-stand zonder een race te winnen.
GP van Spanje, Montjuïc
In de eerste 250cc-race van 1966 in Spanje viel Jim Redman al in de eerste ronde, waarbij zijn Honda RC 166 zescilinder geheel uitbrandde. Zijn teamgenoot Mike Hailwood won de race met grote overmacht. Derek Woodman, die met een MZ tweede werd, had een ronde achterstand. Montjuïc was echter een kort circuit, slechts 3.790 meter lang. Op de derde plaats finishte Renzo Pasolini met een Aermacchi Ala d'Oro 350. Er waren veel uitvallers in deze race: Tarquinio Provini (Benelli) viel op de tweede plaats liggend uit door gebroken klepveren, Phil Read en Bill Ivy (Yamaha RD 05) startten slecht en vielen allebei uit door ontstekingsproblemen en Ginger Molloy (Bultaco), die op dat moment tweede was, viel uit door een gebroken voorketting.
GP van Duitsland, Hockenheim
In Duitsland vertrok Phil Read als snelste, maar viel al in de eerste ronde. Daardoor konden Mike Hailwood en Jim Redman het onderling uitvechten. Uiteindelijk finishte Hailwood 0,4 seconden vóór Redman. Als derde eindigde Bill Ivy.
GP van Frankrijk, Clermont-Ferrand
Tijdens de Grand Prix van Frankrijk won Mike Hailwood beide soloklassen, als eerste de 250cc-race. Jim Redman bezette de tweede plaats met liefst 46 seconden achterstand. Phil Read werd op 1 minuut en 21 seconden derde en was meteen de laatste coureur die niet op minstens één ronde achterstand werd gezet.
Dutch TT, Assen
Ook in Assen bleek Mike Hailwood niet te kloppen. Hij won de 250cc-klasse met 1 minuut voorsprong op Phil Read en zelfs 1 minuut en 45 seconden op zijn teamgenoot Jim Redman. Derek Woodman werd met de MZ vierde en achter hem finishte een gelegenheidsrijder in het fabrieksteam van Yamaha: Bob Anderson, die zich vijf jaar met autoraces had beziggehouden maar het motorracen nog niet verleerd was.
GP van België, Spa-Francorchamps
In België was al tijdens de trainingen het ene na het andere ronderecord gesneuveld en dat gebeurde ook tijdens de race. Phil Read was als snelste weg bij de start, gevolgd door Jim Redman, Mike Hailwood en Bill Ivy, die echter al snel terugviel. Er ontstond een geweldig gevecht tussen Read en Hailwood, die per ronde enkele malen van positie wisselden. In de zevende ronde wees Read in het voorbijgaan van de pit naar zijn voorrem en inderdaad was de strijd toen gestreden. Hailwood bouwde een kleine voorsprong op en finishte met 11 seconden voorsprong. Redman werd op flinke achterstand gereden, maar pakte toch de derde plaats.
GP van de DDR, Sachsenring
Op de Sachsenring was Stuart Graham door Honda als vervanger voor de geblesseerde Jim Redman ingehuurd. Graham finishte als vierde nadat Mike Hailwood met ruim een minuut voorsprong had gewonnen van Phil Read en Mike Duff.
GP van Tsjecho-Slowakije, Masaryk-Ring
Tsjecho-Slowakije werd ondanks het opnieuw slechte weer een feest voor Honda, dat in alle soloklassen zegevierde. Mike Hailwood pakte zijn zevende overwinning in zeven 250cc-races en zijn wereldtitel was daarmee al zeker. Phil Read volgde hem lange tijd, maar finishte een kleine 7 seconden achter Hailwood, terwijl Heinz Rosner met de MZ derde werd.
GP van Finland, Imatra
In Finland won Mike Hailwood de 250cc-klasse en zijn kersverse teamgenoot Stuart Graham werd tweede. František Šťastný werd met zijn Jawa-ČZ derde met een ronde achterstand.
Ulster Grand Prix, Dundrod
De 250cc-race in Ulster werd min of meer een aanfluiting: Voor Honda startte alleen Stuart Graham omdat de titel van Mike Hailwood al binnen was en de Yamaha's vielen allemaal uit. Daardoor konden mindere coureurs en merken hun slag slaan, met name Bultaco dat alle podiumplaatsen bezette. Ginger Molloy won vóór Gyula Marsovszky en Kevin Cass.
Isle of Man TT, Mountain Course
In de Lightweight 250 cc TT startten liefst 90 deelnemers. Dat Mike Hailwood en Stuart Graham favoriet waren was wel duidelijk, maar Hailwood verbrak al in de eerste ronde, met staande start, de bestaande ronderecords in de 250- én de 350cc-klasse. Hij bleef zelfs slechts 3,4 km/h onder het bestaande 500cc-record. Na de eerste ronde reed Phil Read al 40 seconden achter Hailwood maar hij viel in de tweede ronde bij Ginger Hall uit. Bill Ivy kon het Stuart Graham nog even lastig maken, maar viel toen ook uit. Graham werd aldus tweede achter Hailwood en tot grote vreugde van het Britse publiek werd de derde plaats ingenomen door Peter Inchley met een Villiers-Special met Bultaco-frame.
Nations GP, Monza
In Monza pakte Mike Hailwood zijn tiende overwinning van het seizoen in de 250cc-klasse. Heinz Rosner (MZ) werd tweede en Alberto Pagani (Aermacchi) werd derde, maar die laatste had een ronde achterstand. Hailwood en Stuart Graham hadden ook als snelste getraind, maar in de race kon Mike Duff het tempo nog lange tijd volgen met de oude tweecilinder Yamaha RD 56. Hij moest echter stoppen om bougies te wisselen en zakte af naar de twaalfde plaats. Phil Read en Bill Ivy kwamen met hun Yamaha RD 05-viercilinders niet aan de start. Graham viel uit door een gebroken veer in zijn schakelmechanisme.
GP van Japan, Fuji
Honda weigerde op de Fuji Speedway te rijden, waardoor Yamaha de eerste drie plaatsen kon pakken met Hiroshi Hasegawa, Phil Read en Akiyasu Motohashi. Jack Findlay, die toch in Japan was om Bridgestone te helpen, kreeg net als John Cooper een nieuwe Bultaco TSS 250.

### Uitslagen 250cc-klasse
|    | Datum         | Race                     | Circuit           | 1e               | 2e               | 3e                | Snelste ronde |
| -- | ------------- | ------------------------ | ----------------- | ---------------- | ---------------- | ----------------- | ------------- |
| 1  | 8 mei         | GP van Spanje            | Montjuïc          | Mike Hailwood    | Derek Woodman    | Renzo Pasolini    | Mike Hailwood |
| 2  | 22 mei        | GP van Duitsland         | Hockenheim        | Mike Hailwood    | Jim Redman       | Bill Ivy          | Jim Redman    |
| 3  | 29 mei        | GP van Frankrijk         | Clermont-Ferrand  | Mike Hailwood    | Jim Redman       | Phil Read         | Mike Hailwood |
| 4  | 25 juni       | TT van Assen             | Assen             | Mike Hailwood    | Phil Read        | Jim Redman        | Mike Hailwood |
| 5  | 3 juli        | GP van België            | Spa-Francorchamps | Mike Hailwood    | Phil Read        | Jim Redman        | Phil Read     |
| 6  | 17 juli       | GP van de DDR            | Sachsenring       | Mike Hailwood    | Phil Read        | Mike Duff         | Mike Hailwood |
| 7  | 24 juli       | GP van Tsjecho-Slowakije | Masaryk-Ring      | Mike Hailwood    | Phil Read        | Heinz Rosner      | Mike Hailwood |
| 8  | 7 augustus    | GP van Finland           | Imatra            | Mike Hailwood    | Stuart Graham    | František Šťastný | Mike Hailwood |
| 9  | 20 augustus   | Ulster Grand Prix        | Dundrod           | Ginger Molloy    | Gyula Marsovszky | Kevin Cass        | Phil Read     |
| 10 | 28 augustus   | Isle of Man TT           | Mountain Course   | Mike Hailwood    | Stuart Graham    | Peter Inchley     | Mike Hailwood |
| 11 | 11 september  | GP des Nations           | Monza             | Mike Hailwood    | Heinz Rosner     | Alberto Pagani    | Mike Hailwood |
| 12 | 15-16 oktober | GP van Japan             | Fuji              | Hiroshi Hasegawa | Phil Read        | Akiyasu Motohashi | Phil Read     |

### Eindstand 250cc-klasse
| Pos. | Coureur           | Motorfiets | Ptn.    |
| ---- | ----------------- | ---------- | ------- |
| 1    | Mike Hailwood     | Honda      | 56 (80) |
| 2    | Phil Read         | Yamaha     | 34      |
| 3    | Jim Redman        | Honda      | 20      |
| 4    | Derek Woodman     | MZ         | 18      |
| 5    | Stuart Graham     | Honda      | 15      |
| 6    | Heinz Rosner      | MZ         | 15      |
| 7    | Jack Findlay      | Bultaco    | 14      |
| 8    | František Šťastný | Jawa       | 11      |
| 9    | Mike Duff         | Yamaha     | 9       |
| 10   | Ginger Molloy     | Bultaco    | 8       |
| 10   | Hiroshi Hasegawa  | Yamaha     | 8       |
| 12   | Gyula Marsovszky  | Bultaco    | 8       |
| 13   | Bill Ivy          | Yamaha     | 5       |

| Pos. | Coureur           | Motorfiets       | Ptn. |
| ---- | ----------------- | ---------------- | ---- |
| 14   | Renzo Pasolini    | Aermacchi        | 4    |
| 14   | Kevin Cass        | Bultaco          | 4    |
| 14   | Peter Inchley     | Bultaco-Villiers | 4    |
| 14   | Akiyasu Motohashi | Yamaha           | 4    |
| 14   | Alberto Pagani    | Aermacchi        | 4    |
| 19   | Bruce Beale       | Honda            | 4    |
| 20   | Kent Andersson    | Husqvarna        | 4    |
| 21   | Selwyn Griffiths  | Royal Enfield    | 3    |
| 22   | Tommy Robb        | Bultaco          | 3    |
| 23   | Bob Anderson      | Yamaha           | 2    |
| 23   | Jim Curry         | Honda            | 2    |
| 25   | Len Atlee         | Cotton           | 1    |
| 25   | Günter Beer       | Honda            | 1    |
| 25   | Daniel Lhéraud    | Yamaha           | 1    |
| 25   | Bill Smith        | Bultaco          | 1    |
| 25   | Giuseppe Visenzi  | Aermacchi        | 1    |

(Punten tussen haakjes zijn inclusief streepresultaten)

### Constructeurstitel 250cc-klasse
| Pos. | Constructeur  | Ptn.    |
| ---- | ------------- | ------- |
| 1    | Honda         | 56 (82) |
| 2    | Yamaha        | 40      |
| 3    | MZ            | 28 (30) |
| 4    | Bultaco       | 24 (25) |
| 5    | Jawa          | 11      |
| 6    | Aermacchi     | 8       |
| 7    | Royal Enfield | 3       |
| 8    | Husqvarna     | 2       |
| 9    | Cotton        | 1       |

(Punten tussen haakjes zijn inclusief streepresultaten)

## 125cc-klasse

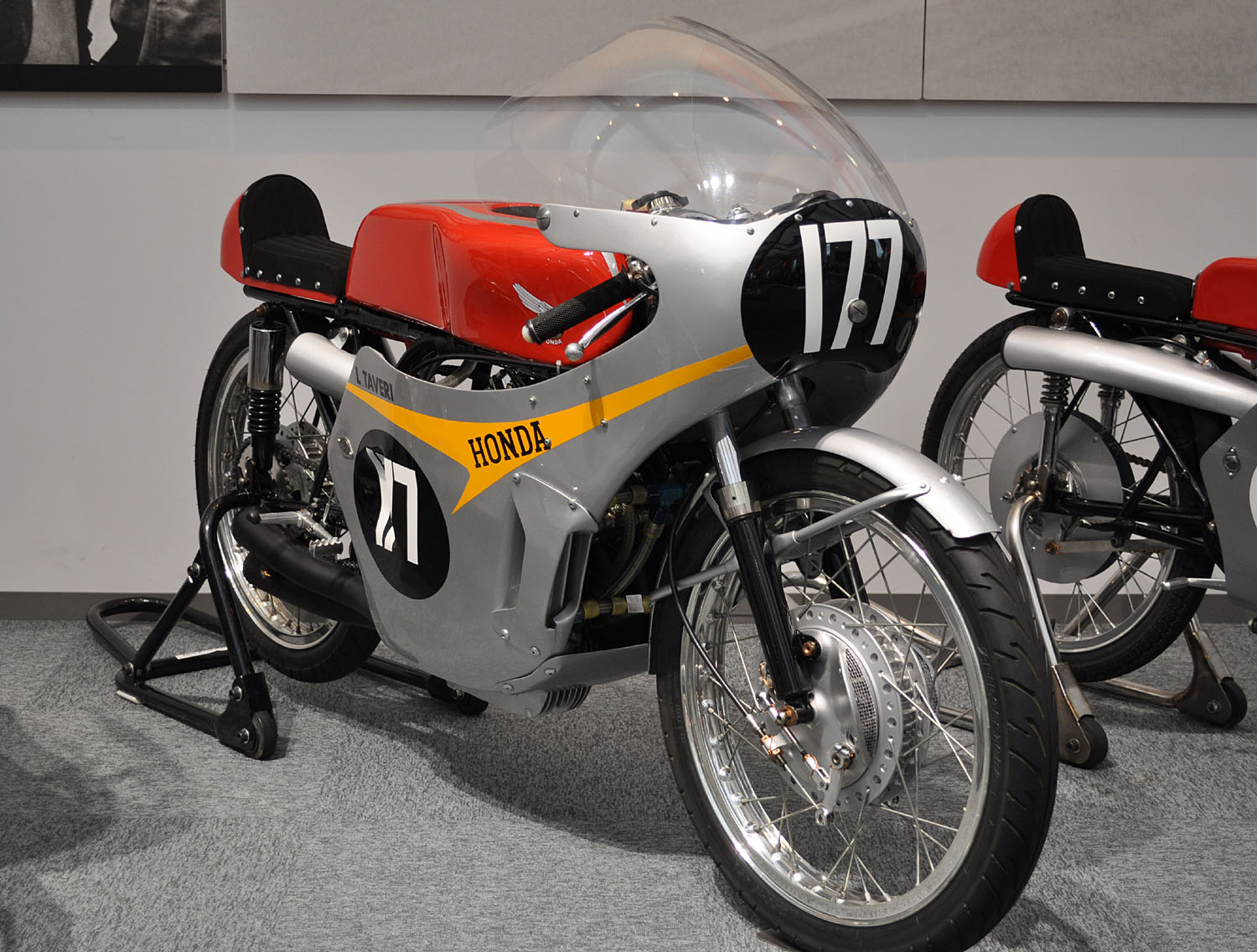
De vijfcilinder Honda RC 149

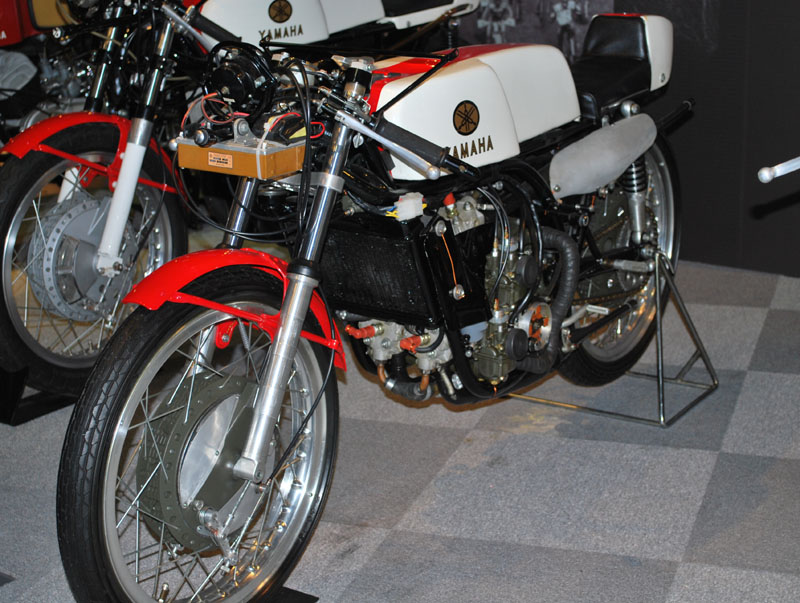
De Yamaha RA 31 was niet op tijd klaar voor het seizoen 1966

### Algemeen
Honda begon het seizoen met de nieuwe Honda RC 149, nog steeds een vijfcilinderviertaktmotor, maar toch op een aantal punten gewijzigd ten opzichte van de RC 148. Yamaha was nog niet klaar met de nieuwe Yamaha RA 31-viercilinder en trad aan met de "oude" RA 97. Bill Ivy kon in het begin van het seizoen met die machine toch goed weerstand bieden aan Honda's Luigi Taveri, maar gaandeweg begon Taveri toch iets uit te lopen. Ivy raakte echter geblesseerd tijdens de Hutchinson 100 op Brands Hatch. Daardoor miste hij de GP van Finland en de Ulster Grand Prix. Op dat moment was Luigi Taveri wereldkampioen.
GP van Spanje, Montjuïc
In de eerste 125cc-race werd vooral het team van Suzuki geplaagd door pech. Hans Georg Anscheidt viel in de vierde ronde uit met een defecte ontsteking en Hugh Anderson had hetzelfde probleem. Frank Perris haalde de streep evenmin. Heinz Rosner (MZ), viel zelfs enkele honderden meters voor de eindstreep stil met en defecte zuiger. Hij was op dat moment vierde. De echte strijd ging tussen de tweecilinder tweetakt-Yamaha RA 97 en de vijfcilinder viertakt-Honda RC 149. Uiteindelijk won Bill Ivy (Yamaha) zijn eerste Grand Prix, Luigi Taveri (Honda) werd tweede, Ralph Bryans (Honda) derde en Phil Read (Yamaha) vierde. Read was feitelijk de snelste op de baan, maar had een slechte start gehad.
GP van Duitsland, Hockenheim
In Duitsland won Luigi Taveri vóór zijn teamgenoot Ralph Bryans. Phil Read werd derde. Met de Suzuki RT 66 vlotte het weer niet: Hans Georg Anscheidt moest tot tweemaal toe de pit in en werd vijfde en Frank Perris werd vierde. Tijdens deze race verscheen een nieuw Japans merk, dat in Europa nog geheel onbekend was: Toshio Fujii kwam aan de start met een tweecilinder Kawasaki. De Kawasaki was in de trainingen weliswaar snel gebleken, maar Fujii viel in de zesde ronde van de race.
Dutch TT, Assen
Mike Duff startte weliswaar in de TT van Assen, maar hij was nog lang niet fit na zijn zware val in Japan in 1965. Hij trainde zichzelf naar de tweede startrij, waar hij Cees van Dongen (de snelste privérijder met een Honda CR 93) en Toshio Fujii met de Kawasaki aantrof. Op de eerste rij stonden Luigi Taveri, Bill Ivy, Yoshimi Katayama, Phil Read, Hugh Anderson, Ralph Bryans en Frank Perris. Katayama was op de nog gedeeltelijk natte baan het snelste weg, maar werd nog in de eerste ronde gepasseerd door Read en Taveri. Na de derde ronde had Ivy zowel Read als Taveri ingehaald. Ralph Bryans was intussen al verdwenen. Hij was al een keer gestopt, waarschijnlijk om bougies te vervangen, en reed uiteindelijk definitief de pit in. Tussen Read en Taveri ontspon zich een geweldige strijd, die uiteindelijk door Taveri gewonnen werd. Hij werd tweede en Read derde. Cees van Dongen bleef de snelste privérijder met een achtste plaats op één ronde achterstand.
GP van de DDR, Sachsenring
In Oost-Duitsland was het net als in België (waar de 125cc-klasse niet had gereden) slecht weer. Luigi Taveri won deze regenrace vóór Yoshimi Katayama en Bill Ivy.
GP van Tsjecho-Slowakije, Masaryk-Ring
De 125cc-race in Tsjecho-Slowakije was de enige solorace waarin Mike Hailwood niet startte en die hij dus ook niet won. Toch won Honda alle soloraces want in de 125cc-klasse kwam Luigi Taveri als eerste over de streep. Ralph Bryans werd tweede en Bill Ivy, die tijdens de achtervolging de snelste raceronde had gereden, werd derde.
GP van Finland, Imatra
In Finland won Phil Read de 125cc-race met slechts 0,1 seconde voorsprong op Luigi Taveri. Ralph Bryans werd derde. Bill Ivy kon niet starten na een val tijdens de Hutchinson 100 Meeting op Brands Hatch.
Ulster Grand Prix, Dundrod
Yamaha stuurde op het laatste moment de nieuwe 125cc-RA 31 viercilinder naar Ulster, maar Bill Ivy kon er niet mee starten omdat hij nog niet fit was. Luigi Taveri won en Ralph Bryans werd zelfs tweede. Phil Read reed de RA 31 naar de derde plaats, maar de 125cc-wereldtitel was nu definitief in handen van Luigi Taveri en Honda.
Isle of Man TT, Mountain Course
De Lightweight 125 cc TT moest vanwege de zeer dichte mist enkele uren worden uitgesteld. Hoewel de wereldtitel al beslist was, waren de verwachtingen hooggespannen. Suzuki, dat slechts één podiumplaats gehaald had (Yoshimi Katayama op de Sachsenring) had de snelste trainingstijd dankzij Hugh Anderson die met de RT 66 een nieuw ronderecord gereden had. Verder zette Yamaha haar nieuwe RA 31-viercilinders weer in en Honda uiteraard de vijfcilinder RC 149. Bill Ivy was juist fit verklaard en won de race door van start tot finish aan de leiding te gaan. Phil Read finishte een halve minuut achter hem en Anderson werd derde. Honda zakte eigenlijk door het ijs. De snelste was Mike Hailwood, die een slechte start gehad had maar toch nog even snel doortrok. Later liet hij zijn tempo wat afzakken maar hij was nog altijd veel sneller dan zijn teamgenoten Ralph Bryans en Luigi Taveri. Toch eindigden de fabrieks-Honda's op de plaatsen zes, zeven en acht. De rest van het veld bestond voor een groot deel uit de populaire Honda CR 93-productieracers.
Nations GP, Monza
In Monza waren de 125cc-Honda vijfcilinders iedereen te snel af. Wereldkampioen Luigi Taveri won, zijn teamgenoot Ralph Bryans werd tweede. Phil Read kon het tweetal een tijd lang volgen, maar viel terug en werd zelfs gepasseerd door zijn teamgenoot Bill Ivy. Dat liet Read niet op zich zitten. Hij heroverde de derde plaats, maar had slechts 0,1 seconde voorsprong op Ivy. Suzuki kwam niet aan de start.
GP van Japan, Fuji
Bij afwezigheid van Honda won Bill Ivy met de Yamaha RA 31 de 125cc-race in Japan. De Suzuki-coureurs Yoshimi Katayama en Mitsuo Itoh werden tweede en derde. Kawasaki, dat tijdens de TT van Man haar fabrieksrijder Toshio Fujii had verloren, had een team samengesteld met Ernst Degner, Chris Vincent, Dave Simmonds en Takeshi Araoka. Degner was tijdens de trainingen ernstig gewond geraakt en de overige teamleden komen niet in de uitslag voor.

### Uitslagen 125cc-klasse
|    | Datum         | Race                     | Circuit         | 1e           | 2e               | 3e            | Snelste ronde |
| -- | ------------- | ------------------------ | --------------- | ------------ | ---------------- | ------------- | ------------- |
| 1  | 8 mei         | GP van Spanje            | Montjuïc        | Bill Ivy     | Luigi Taveri     | Ralph Bryans  | Phil Read     |
| 2  | 22 mei        | GP van Duitsland         | Hockenheim      | Luigi Taveri | Ralph Bryans     | Phil Read     | Luigi Taveri  |
| 3  | 25 juni       | TT van Assen             | Assen           | Bill Ivy     | Luigi Taveri     | Phil Read     | Luigi Taveri  |
| 4  | 17 juli       | GP van de DDR            | Sachsenring     | Luigi Taveri | Yoshimi Katayama | Bill Ivy      | Luigi Taveri  |
| 5  | 24 juli       | GP van Tsjecho-Slowakije | Masaryk-Ring    | Luigi Taveri | Ralph Bryans     | Bill Ivy      | Bill Ivy      |
| 6  | 7 augustus    | GP van Finland           | Imatra          | Phil Read    | Luigi Taveri     | Ralph Bryans  | Luigi Taveri  |
| 7  | 20 augustus   | Ulster Grand Prix        | Dundrod         | Luigi Taveri | Ralph Bryans     | Phil Read     | Ralph Bryans  |
| 8  | 31 augustus   | Isle of Man TT           | Mountain Course | Bill Ivy     | Phil Read        | Hugh Anderson | Bill Ivy      |
| 9  | 11 september  | GP des Nations           | Monza           | Luigi Taveri | Ralph Bryans     | Bill Ivy      | Luigi Taveri  |
| 10 | 15-16 oktober | GP van Japan             | Fuji            | Bill Ivy     | Yoshimi Katayama | Mitsuo Itoh   | Bill Ivy      |

### Eindstand 125cc-klasse
| Pos. | Coureur           | Motorfiets | Ptn.    |
| ---- | ----------------- | ---------- | ------- |
| 1    | Luigi Taveri      | Honda      | 46 (58) |
| 2    | Bill Ivy          | Yamaha     | 40 (44) |
| 3    | Ralph Bryans      | Honda      | 32 (33) |
| 4    | Phil Read         | Yamaha     | 29 (37) |
| 5    | Hugh Anderson     | Suzuki     | 15      |
| 6    | Yoshimi Katayama  | Suzuki     | 14      |
| 7    | Frank Perris      | Suzuki     | 10      |
| 8    | Akiyasu Motohashi | Yamaha     | 5       |
| 9    | Mitsuo Itoh       | Suzuki     | 4       |
| 10   | Mike Duff         | Yamaha     | 4       |
| 11   | Tommy Robb        | Yamaha     | 3       |

| Pos. | Coureur              | Motorfiets | Ptn. |
| ---- | -------------------- | ---------- | ---- |
| 12   | Francesco Villa      | Montesa    | 2    |
| 12   | Hans Georg Anscheidt | Suzuki     | 2    |
| 12   | Peter Williams       | EMC        | 2    |
| 15   | José Medrano         | Bultaco    | 1    |
| 15   | Herbert Mann         | MZ         | 1    |
| 15   | Mike Hailwood        | Honda      | 1    |
| 15   | Friedhelm Kohlar     | MZ         | 1    |
| 15   | Hartmut Bischoff     | MZ         | 1    |
| 15   | Walter Scheimann     | Honda      | 1    |
| 15   | Yasuharu Yuzawa      | Yamaha     | 1    |

(Punten tussen haakjes zijn inclusief streepresultaten)

### Constructeurstitel 125cc-klasse
| Pos. | Constructeur | Ptn.    |
| ---- | ------------ | ------- |
| 1    | Honda        | 46 (59) |
| 2    | Yamaha       | 44 (60) |
| 3    | Suzuki       | 25 (33) |
| 4    | MZ           | 3       |
| 5    | Montesa      | 2       |
| 5    | EMC          | 2       |
| 7    | Bultaco      | 1       |

(Punten tussen haakjes zijn inclusief streepresultaten)

## 50cc-klasse

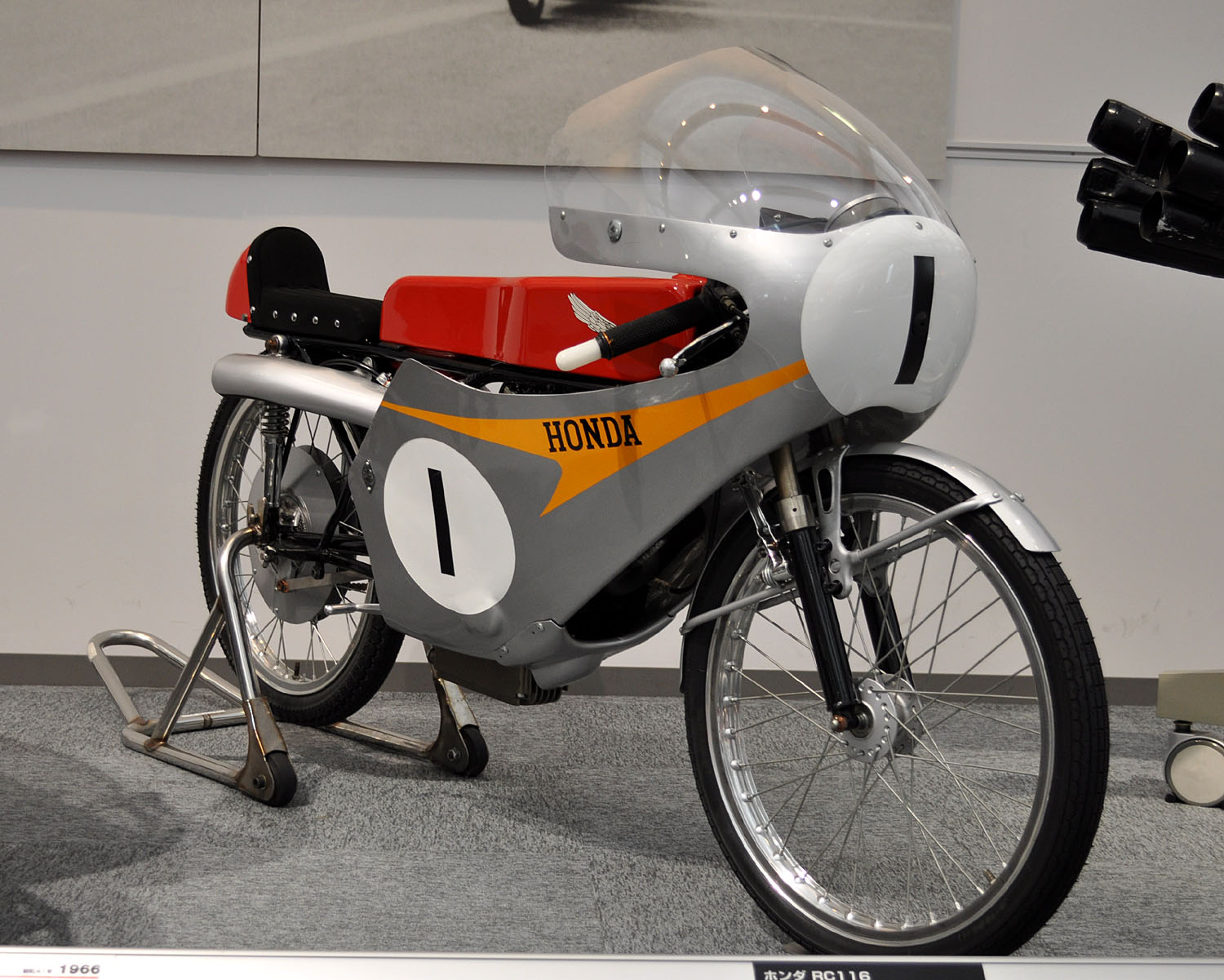
Honda RC 116

Honda bracht de verbeterde RC 116 met een andere boring/slagverhouding en Suzuki de motorisch gelijk gebleven RK 66 die nu twaalf versnellingen had gekregen. De laatste confrontatie tussen de viertaktmotor en de tweetaktmotor bleef tot aan de laatste Grand Prix spannend en werd beslist omdat Honda voet bij stuk hield en weigerde op de Fuji Speedway te rijden. Daardoor kon Hans Georg Anscheidt zonder veel moeite wereldkampioen worden, maar hij werd nog bijna verschalkt door zijn eigen teamgenoot Hugh Anderson.
GP van Spanje, Montjuïc
Voor Hans Georg Anscheidt was 1965 eigenlijk een verloren jaar geweest, omdat zijn 50cc-Kreidler niet opgewassen was tegen de snelle Honda's en Suzuki's. In 1966 was hij in dienst van Suzuki en in de openingsrace in Spanje had hij een slechte start. Hij begon aan een geweldige inhaalrace en moest met de Suzuki RK 66 alleen het hoofd buigen voor Luigi Taveri (Honda RC 116). De Honda bleek ook erg snel: Taveri reed gemiddeld 7,2 km/h sneller dan Hugh Anderson in 1965 had gedaan en zelfs slechts 1,4 km/h langzamer dan Bill Ivy in de 125cc-klasse. In de 50cc-race werd Ralph Bryans (Honda) derde.
GP van Duitsland, Hockenheim
In Duitsland won Hans Georg Anscheidt de 50cc-race, de enige soloklasse die niet door een Honda gewonnen werd. Ralph Bryans werd tweede en Hugh Anderson werd derde. Luigi Taveri, de winnaar van de Spaanse Grand Prix, moest zich tevredenstellen met een vierde plaats.
Dutch TT, Assen
Hugh Anderson startte in Assen als snelste, terwijl Martin Mijwaart grote problemen had om zijn zelfbouw Jamathi aan de praat te krijgen. Na de eerste ronde leidde Anderson, gevolgd door Ralph Bryans, Luigi Taveri en Suzuki-rijder Yoshimi Katayama. 24 Seconden achter Katayama kwam Isao Morishita met de debuterende Bridgestone. Dat nieuwe merk, dat 50cc-tweecilinders gebruikte, had ook Jack Findlay en Steve Murray ingeschreven. Anderson viel echter net als Hans Georg Anscheidt al snel terug en de strijd om de kop ging tussen Bryans en Taveri. Achteraan reden een aantal toekomstige Nederlandse sterren: Jan de Vries (Kreidler), Aalt Toersen (Kreidler) en Martin Mijwaart. Uiteindelijk won Taveri, werd Bryans tweede en Anderson derde. Mijwaart werd weliswaar op een ronde gereden, maar werd toch nog negende en Morishita pakte bij zijn eerste Grand Prix met de Bridgestone een punt door zesde te worden. Taveri had ondanks het slechte weer de race toch nog ruim een halve minuut sneller afgerond dan winnaar Bryans in 1965 had gedaan.
Isle of Man TT, Mountain Course
De belangstelling voor de 50cc-klasse was op Man nog steeds tanende en er gingen zelfs stemmen op om ze te laten vervallen (bij minder dan 25 deelnemers was dat toegestaan). Uiteindelijk verschenen er 29 starters, maar die moesten het wel doen met een - voor de Isle of Man TT ongebruikelijke - massastart. De 50 cc TT werd eigenlijk een saaie race. De top vier eindigde een flink eind uit elkaar. Ralph Bryans en Luigi Taveri waren met hun Honda RC 116-tweecilinders het snelst, maar tussen hen beiden zaten op het einde toch nog 51 seconden. Hugh Anderson eindigde met zijn Suzuki RK 66 bijna 2½ minuut achter de winnaar maar 1 minuut en 10 seconden voor zijn teamgenoot Ernst Degner. Bryan Gleed en Dave Simmonds beschikten over de oude RC 111-eencilinder fabrieksracers van Honda en zij werden vijfde en zesde, resp. 20 en 22 volle minuten achter Ralph Bryans en dat was bijna een ronde van 60 km!
Nations GP, Monza
Na Monza was de 50cc-klasse de enige die nog niet beslist was. Hans Georg Anscheidt had een teleurstellend seizoen en in Monza wilde zijn Suzuki RK 66 aanvankelijk niet aanslaan. Toen de machine eenmaal liep ging het uitstekend. Hij haalde eerst Hugh Anderson in en daarna Luigi Taveri en Ralph Bryans. Anscheidt reed een nieuw race- en ronderecord en won de race alsnog. Taveri en Bryans hadden nu allebei netto 26 punten en Anscheidt had er 25. Daardoor moest de titel in de Japanse Grand Prix beslist worden.
GP van Japan, Fuji
Honda was het niet eens met de keuze voor de Fuji Speedway en verscheen uit principiële overwegingen niet bij haar eigen thuis-Grand Prix. Dat betekende bijna automatisch dat men de 50cc-wereldtitel opgaf, want Hans Georg Anscheidt had nu aan een tweede plaats genoeg om wereldkampioen te worden. Vreemd genoeg werd hem die tweede plaats bijna door een teamgenoot onthouden. De race werd namelijk gewonnen door Yoshimi Katayama. Anscheidt werd weliswaar tweede, maar het verschil met Hugh Anderson bedroeg slechts 0,1 seconde. Als Anderson iets sneller was geweest, was de wereldtitel alsnog naar Ralph Bryans gegaan. John Cooper en Chris Vincent waren door Suzuki uitgenodigd om met de twee jaar oude eencilinder-Suzuki RM 64 te rijden, maar komen in de uitslag niet voor. Bridgestone kon eindelijk gebruikmaken van de diensten van Tommy Robb, die door het uitstellen van de TT van Man langer dan verwacht aan zijn contract met Suzuki was gebonden. Het had al weken voor de Japanse Grand Prix ook Jack Findlay over laten komen om te helpen met de ontwikkeling van de racemotoren.

### Uitslagen 50cc-klasse
|   | Datum         | Race             | Circuit         | 1e                   | 2e                   | 3e            | Snelste ronde        |
| - | ------------- | ---------------- | --------------- | -------------------- | -------------------- | ------------- | -------------------- |
| 1 | 8 mei         | GP van Spanje    | Montjuïc        | Luigi Taveri         | Hans Georg Anscheidt | Ralph Bryans  | Hans Georg Anscheidt |
| 2 | 22 mei        | GP van Duitsland | Hockenheim      | Hans Georg Anscheidt | Ralph Bryans         | Hugh Anderson | Hans Georg Anscheidt |
| 3 | 25 juni       | TT van Assen     | Assen           | Luigi Taveri         | Ralph Bryans         | Hugh Anderson | Luigi Taveri         |
| 4 | 2 september   | Isle of Man TT   | Mountain Course | Ralph Bryans         | Luigi Taveri         | Hugh Anderson | Ralph Bryans         |
| 5 | 11 september  | GP des Nations   | Monza           | Hans Georg Anscheidt | Ralph Bryans         | Luigi Taveri  | Hans Georg Anscheidt |
| 6 | 15-16 oktober | GP van Japan     | Fuji            | Yoshimi Katayama     | Hans Georg Anscheidt | Hugh Anderson | Yoshimi Katayama     |

### Eindstand 50cc-klasse
| Pos. | Coureur              | Motorfiets | Ptn.    |
| ---- | -------------------- | ---------- | ------- |
| 1    | Hans Georg Anscheidt | Suzuki     | 28 (31) |
| 2    | Luigi Taveri         | Honda      | 26 (29) |
| 3    | Ralph Bryans         | Honda      | 26 (30) |
| 4    | Hugh Anderson        | Suzuki     | 16 (22) |
| 5    | Yoshimi Katayama     | Suzuki     | 10      |
| 6    | Ernst Degner         | Suzuki     | 3       |
| 6    | Mitsuo Itoh          | Suzuki     | 3       |
| 8    | Barry Smith          | Derbi      | 3       |

| Pos. | Coureur         | Motorfiets           | Ptn. |
| ---- | --------------- | -------------------- | ---- |
| 9    | Ángel Nieto     | Derbi                | 2    |
| 9    | Oswald Dittrich | Kreidler             | 2    |
| 9    | Brian Gleed     | Honda                | 2    |
| 9    | Tommy Robb      | Suzuki / Bridgestone | 2    |
| 13   | Cees van Dongen | Kreidler             | 1    |
| 13   | Isao Morishita  | Bridgestone          | 1    |
| 13   | Dave Simmonds   | Honda                | 1    |
| 13   | André Roth      | Derbi                | 1    |
| 13   | Jack Findlay    | Bridgestone          | 1    |

(Punten tussen haakjes zijn inclusief streepresultaten)

### Constructeurstitel 50cc-klasse
| Pos. | Constructeur | Ptn.    |
| ---- | ------------ | ------- |
| 1    | Honda        | 30 (36) |
| 2    | Suzuki       | 30 (38) |
| 3    | Derbi        | 4       |
| 4    | Bridgestone  | 3       |
| 5    | Kreidler     | 2       |

(Punten tussen haakjes zijn inclusief streepresultaten)

## Zijspanklasse
Max Deubel had al weinig zijn meer in het seizoen toen bleek dat de Grand Prix-wegrace van Spanje geen zijspanrace meer zo krijgen. Montjuïc Park was het enige circuit waar hij met zijn rechts gemonteerde zijspan in het voordeel was. Dat bleek ook wel tijdens het seizoen, toen Fritz Scheidegger alle GP's won.
GP van Spanje, Montjuïc
De Spaanse Grand Prix zou aanvankelijk net als voorgaande jaren ook een zijspanrace krijgen, maar die werd eind februari al geschrapt toen duidelijk werd dat de lage startgelden te weinig coureurs zouden aantrekken.
GP van Duitsland, Hockenheim
Hoewel BMW al jaren geen fabriekssteun meer verleende, kregen zowel Fritz Scheidegger als Max Deubel begin 1966 elk twee nieuwe korteslag BMW-blokken. De Spaanse zijspan-Grand Prix werd door de organisatie geschrapt, wat voor Max Deubel een reden was te verklaren dat hij na het seizoen 1966 zou gaan stoppen. Montjuïc Park was namelijk een van de weinige circuits waar een rechts gemonteerd zijspan, zoals dat van Deubel, in het voordeel was. Nu werd de openingsrace in Duitsland (Hockenheim) gereden en Deubel/Emil Hörner waren er inderdaad kansloos tegen de combinatie Fritz Scheidegger/John Robinson. Derde werden Colin Seeley en Wally Rawlings. Een opmerkelijke verschijning in deze race was de nieuwe "Fath Special" van Helmut Fath. Dit was een zelfbouw viercilinder die hij later zou omdopen tot "URS", naar zijn woonplaats Ursenbach. Tijdens zijn debuutrace moest Fath met motorpech opgeven.
GP van Frankrijk, Clermont-Ferrand
In Frankrijk viel een debutant op, Klaus Enders, die met zijn bakkenist Reinhold Mannischeff het gevecht aanging met Max Deubel/Emil Hörner maar een fout maakte en naast de baan schoof. Fritz Scheidegger reed van start tot finish aan de leiding, Deubel moest zich terug laten vallen door een slecht lopende motor en werd uiteindelijk derde achter Colin Seeley/Wally Rawlings.
Dutch TT, Assen
In Assen wonnen Fritz Scheidegger/John Robinson opnieuw, Max Deubel/Emil Hörner werden tweede en Otto Kölle/Heinz Marquardt werden derde. Op de bedeldijk sloeg de Matchless-combinatie van Norman Huntington en Ray Lindsay over de kop. Huntington kwam hierbij om het leven.
GP van België, Spa-Francorchamps
Bij de start van de zijspanklasse in België was een groot deel van het publiek al vertrokken, gevlucht voor de hevige stortbuien tijdens de 500cc-race. Op de nog natte baan startte Max Deubel als snelste, maar nog voor het verstrijken van de eerste ronde had Fritz Scheidegger de koppositie overgenomen om hem niet meer af te staan. Deubel moest nog een gevecht om de tweede plaats leveren tegen Georg Auerbacher/Wolfgang Kalauch die uiteindelijk slechts 0,4 seconden achter hem over de streep kwamen. De wereldtitel was hiermee beslist en Fritz Scheidegger/John Robinson waren de nieuwe wereldkampioenen.
Isle of Man TT, Mountain Course
Door het besluit van de organisatie van de Grand Prix des Nations om de zijspanklasse te schrappen werd de uitgestelde TT van Man de laatste race voor Max Deubel. Hij had in 1966 geen enkele overwinning behaald maar was gedreven zijn allerlaatste Grand Prix winnend af te sluiten. Hij had de Sidecar TT al drie keer gewonnen, Fritz Scheidegger nog nooit. Scheidegger draaide in de training zijn motor stuk en moest een reserveblok monteren, wat de kansen voor Deubel vergrootte. Bovendien had Deubel de snelste trainingstijd gereden. Scheidegger startte vijf minuten na Deubel door de gebruikelijke interval-start bij de TT. Max Deubel/Emil Hörner draaiden de snelste raceronde en bij het ingaan van de derde en laatste ronde lagen Fritz Scheidegger/John Robinson 15 seconden achter hen. De strijd om de tweede plaats ging zelfs tussen Georg Auerbacher/Wolfgang Kalauch en Colin Seeley/Wally Rawlings. Deubel deed het in de laatste ronde op advies van zijn pitcrew iets rustiger aan. Scheidegger leek echter juist vleugels te krijgen en won de race met de tot dan toe kleinste marge ooit: 0,8 seconde. Auerbacher, die een pitstop van ruim een minuut had moeten maken, werd toch nog derde. De interval-start was hier duidelijk in het nadeel: bij een rechtstreeks gevecht met Scheidegger had Deubel het gevaar onderkend en zeker gewonnen, maar nu wist hij niet beter dan dat zijn voorsprong ruim voldoende was en pas vijf minuten na zijn eigen finish ontdekte hij dat hij níet had gewonnen. Deubel werd echter geholpen door de organisatie, die vier uur na de wedstrijd besloot Scheidegger te diskwalificeren vanwege het tanken bij een gewoon Esso-tankstation en niet met de door de organisatie verstrekte benzine te rijden. Scheidegger protesteerde maar zijn protest werd onmiddellijk afgewezen door de grotendeels Britse jury. Tijdens het FIM-congres in oktober 1966 werd Scheidegger in ere hersteld en alsnog tot winnaar van de Sidecar TT verklaard. Toen besloot Scheidegger ook om zijn carrière voort te zetten, want na de TT van Man was hij zó kwaad dat hij had gemeld te stoppen met racen.

### Uitslagen zijspanklasse
|   | Datum        | Race             | Circuit           | 1e                                | 2e                           | 3e                                  | Snelste ronde                       |
| - | ------------ | ---------------- | ----------------- | --------------------------------- | ---------------------------- | ----------------------------------- | ----------------------------------- |
| 1 | 22 mei       | GP van Duitsland | Hockenheim        | Fritz Scheidegger / John Robinson | Max Deubel / Emil Hörner     | Colin Seeley / Wally Rawlings       | Fritz Scheidegger/ John Robinson    |
| 2 | 29 mei       | GP van Frankrijk | Clermont-Ferrand  | Fritz Scheidegger/ John Robinson  | Colin Seeley/ Wally Rawlings | Max Deubel / Emil Hörner            | Fritz Scheidegger/ John Robinson    |
| 3 | 25 juni      | TT van Assen     | Assen             | Fritz Scheidegger/ John Robinson  | Max Deubel / Emil Hörner     | Otto Kölle / Heinz Marquardt        | Fritz Scheidegger/ John Robinson    |
| 4 | 3 juli       | GP van België    | Spa-Francorchamps | Fritz Scheidegger/ John Robinson  | Max Deubel / Emil Hörner     | Georg Auerbacher / Wolfgang Kalauch | Georg Auerbacher / Wolfgang Kalauch |
| 5 | 28 augustus  | Isle of Man TT   | Mountain Course   | Fritz Scheidegger/ John Robinson  | Max Deubel / Emil Hörner     | Georg Auerbacher / Wolfgang Kalauch | Max Deubel / Emil Hörner            |
| 6 | 11 september | GP des Nations   | Monza             | geannuleerd                       | geannuleerd                  | geannuleerd                         | geannuleerd                         |

### Eindstand zijspanklasse
| Pos. | Coureur               | Bakkenist                              | Motorfiets | Ptn.    |
| ---- | --------------------- | -------------------------------------- | ---------- | ------- |
| 1    | Fritz Scheidegger     | John Robinson                          | BMW        | 24 (40) |
| 2    | Max Deubel            | Emil Hörner                            | BMW        | 18 (28) |
| 3    | Colin Seeley          | Wally Rawlings                         | BMW        | 12 (14) |
| 4    | Georg Auerbacher      | Eduard Dein en Wolfgang Kalauch        | BMW        | 11 (17) |
| 5    | Klaus Enders          | Reinhold Mannischef en Ralf Engelhardt | BMW        | 6       |
| 6    | Chris Vincent         | Graham Steward en Terry Harrison       | BMW        | 5       |
| 7    | Otto Kölle            | Heinz Marquardt                        | BMW        | 4       |
| 8    | Siegfried Schauzu     | Horst Schneider                        | BMW        | 2       |
| 9    | Heinz Luthringshauser | Hermann Hahn                           | BMW        | 1       |
| 9    | Barry Thompson        | Gerald Wood                            | BMW        | 1       |
| 9    | Tony Wakefield        | Graham Milton                          | BMW        | 1       |
| 9    | Barry Dungsworth      | Neil Caddow                            | BMW        | 1       |

(Punten tussen haakjes zijn inclusief streepresultaten)

### Constructeurstitel zijspanklasse
| Pos. | Constructeur | Ptn.    |
| ---- | ------------ | ------- |
| 1    | BMW          | 24 (40) |

(Punten tussen haakjes zijn inclusief streepresultaten)

## Voetnoten
1949 · 
1950 · 
1951 · 
1952 · 
1953 · 
1954 · 
1955 · 
1956 · 
1957 · 
1958 · 
1959 · 
1960 · 
1961 · 
1962 · 
1963 · 
1964 · 
1965 · 
1966 · 
1967 · 
1968 · 
1969 · 
1970 · 
1971 · 
1972 · 
1973 · 
1974 · 
1975 · 
1976 · 
1977 · 
1978 · 
1979 · 
1980 · 
1981 · 
1982 ·
1983 · 
1984 · 
1985 · 
1986 · 
1987 · 
1988 · 
1989 · 
1990 · 
1991 · 
1992 · 
1993 · 
1994 · 
1995 · 
1996 · 
1997 · 
1998 · 
1999 · 
2000 · 
2001 · 
2002 · 
2003 · 
2004 · 
2005 · 
2006 · 
2007 · 
2008 · 
2009 · 
2010 · 
2011 · 
2012 · 
2013 · 
2014 · 
2015 · 
2016 · 
2017 · 
2018 · 
2019 · 
2020 · 
2021 · 
2022 · 
2023 · 
2024 · 
2025